# Empis flavobasalis
Empis flavobasalis är en tvåvingeart som beskrevs av Matsumura 1915. Empis flavobasalis ingår i släktet Empis och familjen dansflugor. Inga underarter finns listade i Catalogue of Life.